# Museo de los libros prohibidos
El Museo de los Libros Prohibidos (en estonio: Keelatud kirjanduse muuseum) es un museo en la ciudad vieja de Tallin, Estonia, que está dedicado a la recopilación, preservación y exhibición de libros de todo el mundo que han sido prohibidos, quemados o censurados. El museo se creó para promover la libertad de expresión y el acceso irrestricto a la información.

## Historia
El museo fue creado en diciembre de 2020 por Joseph Maximillian Dunnigan. Dunnigan, originario de Escocia, se interesó por temas relacionados con la censura y la libertad de expresión durante su estancia en China. Más tarde se mudó a Estonia, donde estudió emprendimiento social en la Universidad de Tallin y concibió la idea del museo. 

## Exposiciones
El museo alberga una colección de libros prohibidos y censurados de varios países y épocas, que muestra las razones de su censura y el impacto de tales acciones en la sociedad. La colección incluye una amplia variedad de libros prohibidos por motivos políticos, religiosos, sociales o morales. Entre las obras expuestas destacan las de autores como George Orwell, Salman Rushdie y J. K. Rowling. Cada exposición proporciona un contexto sobre el libro, incluidos los motivos de su prohibición y las implicaciones culturales e históricas más amplias.